# Galium comari
Galium comari är en måreväxtart som beskrevs av Augustin Abel Hector Léveillé och Eugène Vaniot. Galium comari ingår i släktet måror, och familjen måreväxter. Inga underarter finns listade i Catalogue of Life.